# Luis Tomás de Harrach

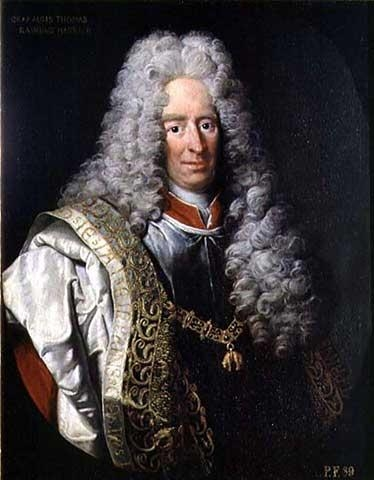
Luis Tomás de Harrach, retrato del pintor Johann Gottfried Auerbach

Luis Tomás de Harrach o también Aloisio Luis de Harrach, o Aloys Thomas Raimund von Harrach, (Viena (Austria), 7.III.1669 – 7.XI.1742), fue un noble, político y diplomático austriaco.
Luis Tomás era hijo del conde Fernando Buenaventura de Harrach, miembro de la nobleza austriaca. Hermano de Franz Anton von Harrach, arzobispo de Viena y Salzburgo, y hermano de Johann Philipp Harrach, general del ejército y diplomático imperial.
Estudió en la Universidad de Praga y pronto entró en el juego de la diplomacia europea. Fue alumno de Philipp Ludwig Wenzel von Sinzendorf, uno de los «maestros» de la diplomacia austriaca, que había concertado el matrimonio entre José I y Wilhelmine Amalia de Brunswick-Lüneburg.
Inicialmente, Harrach ocupó cargos diplomáticos en las cortes española y francesa y testificó ante el emperador sobre la falsedad de las pretensiones francesas al trono de España (había participado en la apertura del testamento de Carlos II).
Durante la guerra de sucesión española, apartado de la corte al no gozar de la confianza de Eugenio de Saboya, ejerció durante algún tiempo de embajador en Varsovia y San Petersburgo, intentando sin éxito embarcar al rey de Polonia en una guerra contra Francia y Baviera, pero también preparando el terreno para la futura partición de Polonia.
En 1711, fue presidente del Consejo de Guerra cortesano de los Estados alemanes, al que pertenecían Friedrich Heinrich von Seckendorff, August Christoph von Wackerbarth y Joseph Anton Gabaleon von Wackerbarth-Salmour; ese consejo reunía a los principales políticos y diplomáticos alemanes de la época.
Del 9 de diciembre de 1728 al 12 de junio de 1733, fue virrey de Nápoles, entonces bajo dominio austriaco. Durante su gobernación, adquirió in situ numerosas obras de arte, que aún hoy se exponen en la galería del castillo de Rohrau.

## Matrimonio e hijos
Aloys Thomas Raimund von Harrach casó el 22 de abril de 1691 en Viena con la condesa Marie Barbara von Sternberg (+ 1694/95). De este matrimonio vinieron cinco hijos:
- Johann Philipp Wenzel (28 de diciembre de 1691 - 9 de diciembre de 1693)
- Ferdinand Wenzel (1692-1692)
- Maria Philippine Josepha (9 de enero de 1693 - 2 de abril de 1763), que esposó con el conde Johann Franz von Thun e Hohenstein (16 de junio de 1686 - 30 de junio de 1720)
- Ferdinand Leopold (21 de diciembre de 1693 - 5 de diciembre de 1694)
- Wenceslaus Friedrich (1694-1694)

Casó en segundas nupcias con la condesa Anna Cecilia von Thannhausen (14 de marzo de 1674 - 15 de febrero de 1721). Da este matrimonio vinieron diez hijos:
- Friedrich August (1696-1749), su sucesor, esposo de la princesa María Eleonora del Liechtenstein
- Maria Anna (21 de octubre de 1698 - 14 de septiembre de 1758), casó en primera nupcias con el conde Ludovico Rabatta y en segundas nupcias con Zikmund Gustav Hrzán z Harasova (+ 21 de diciembre de 1763)
- Karl Joseph Gervasius (19 de junio de 1700 - 20 de junio de 1714)
- Maria Aloysia (13 de enero de 1702 - 16 de mayo de 1775), esposó el 13 de febrero de 1721 con el príncipe Franz Anton von Lamberg (30 de septiembre de 1678 - 23 de agosto de 1759)
- Franz Anton (13 de diciembre de 1702 - 27 de julio de 1707)
- Venceslao Leopoldo Joseph Stanislao (13 de noviembre de 1703 - 29 de junio de 1734), caído en la batalla de Parma
- Johann Ernst Emanuel Joseph, obispo de Neutra (9 de abril de 1705 - 17 de diciembre de 1739)
- Leopold Joseph Jakob (27 de abril de 1706 - 13 de mayo de 1706)
- Franz Joseph Johann Anton (8 de marzo de 1707 - 27 de julio de 1707)
- Ferdinando Bonaventura (11 de abril de 1708 - 28 de enero de 1778), esposó en primeras nupcias con Marie Elisabeth von Gallas (1718–1737), hija del virrey de Nápoles, conde Johann Wenzel von Gallas; en segundas nupcias, el 9 de octubre de 1740, esposó con la condesa Maria Rosa von Harrach (20 de agosto de 1721 - 19 de agosto de 1785), hija de su hermano Federico Augusto

Tras la muerte de su segunda esposa, Aloys Thomas Raimund volvió a casarse en 1721 con la condesa Ernestine von Dietrichstein (13 de julio de 1683 - 30 de enero de 1744), viuda del conde Johann Wenzel von Gallas. Este matrimonio no tuvo descendencia.